# List
List je vegetativni organ biljke koji obavlja asimilacijsku i transpiracijsku funkciju.

## Anatomska građa
U anatomskom pogledu, list nije tako jako različit, kao u morfološkom, ali je još uvijek drugačiji i od stabljike i od korijena. 
List se razvija u atmosferi pa se tijekom evolucije poprilično drugačije razvio od svih biljnih vegetativnih organa. Proučavanjem vanjske građe i oblika lista bavi se organografija lista. 
List se uvijek nalazi u primarnoj građi, pojava sekundarnih staničja u listu, patološka je pojava.

## Opadanje lišća
Prema opadanju lišća, razlikuju se tri skupine biljnih vrsta:
- listopadne vrste- sve svoje lišće odbacuju na kraju svog vegetacijskog razdoblja; npr. hrast kitnjak, hrast lužnjak, bukva, pitomi kesten, poljski jasen i neke vrste četinjača: ariš, metasekvoja i taksodij.

- zimzelene vrste – lišće ne odbacuju na kraju vegetacijskog razdoblja, već ga zadržavaju tijekom zime, sve do novog vegetacijsiog razdoblja, kad neposredno prije pojave novoga lišća otpada staro (npr. kalina, meke paprati i dr.

- vazdazelene vrste- nikada ne odbacuju sve lišće odjednom, ali djelomično u malim količinama odbacuju svake godine; npr. hrast crnika, hrast oštrika, hrast plutnjak, magnolija, mušmulica i velika većina četinjača: jela, smreka, borovi, čempresi, pačempresi, tuje...

## Vrste lišća
- izolateralni tip – nema diferencijacije na gornju i donju stranu lista, jer su listovi postavljeni tako, da su jednako osvijetljeni s obje strane, npr. kod lista perunike
- dorziventralni ili bifacijalni tip- postoji diferencijacija na gornju i donju stranu lista, npr. kod lista bukve
- koncentrični ili ekvifacijalni tip – takav list zove se iglica, npr. iglica crnog bora

## Vanjske poveznice

### Sestrinski projekti
|  | Zajednički poslužitelj ima još gradiva o temi lišće |
|  | Wječnik ima rječničku natuknicu list                |

### Mrežna mjesta
- LZMK / Hrvatska enciklopedija: list